# Hardinger
Hardinger er Michael Hardingers tredje album, som udkom på MC, LP og CD i 1984. Albummet er desuden genudgivet på CD i 1996.

## Spor
| #   | Titel                             | Længde |
| --- | --------------------------------- | ------ |
| 1.  | "Den usynlige mand"               | 3:35   |
| 2.  | "Logisk have"                     | 2:45   |
| 3.  | "Breakdansk"                      | 3:50   |
| 4.  | "Om vi vil eller ej"              | 3:35   |
| 5.  | "Teddys sidste chance"            | 3:40   |
| 6.  | "And der Donald"                  | 0:40   |
| 7.  | "Space Invaders"                  | 3:50   |
| 8.  | "Soldatertanker"                  | 2:35   |
| 9.  | "Casablanca 1984"                 | 2:55   |
| 10. | "Change of Partners"              | 3:15   |
| 11. | "Skolen i '64"                    | 2:55   |
| 12. | "Ugidelige Eberhardts farvelsang" | 2:45   |